# Strage di Gorla
La strage di Gorla fu dovuta a un bombardamento, e causò la morte di 184 bambini (i "Piccoli Martiri di Gorla"), alunni della scuola elementare di Milano "Francesco Crispi", a seguito di un bombardamento aereo alleato che colpì l'intero quartiere milanese di Gorla la mattina del 20 ottobre 1944, durante la seconda guerra mondiale.

## Contesto
Il comando alleato aveva costituito la 15ª Air Force USAAF con lo scopo di colpire gli obiettivi sensibili in tutto il Sud Europa. Negli ultimi mesi del 1944, si occupava principalmente di neutralizzare la residua resistenza delle forze italo-tedesche dislocate nel Nord Italia. Verso la metà di ottobre, dietro segnalazione della RAF, era stato affidato alla "15ª " il compito di distruggere le strutture produttive meccanico-siderurgiche che ancora operavano nella periferia settentrionale milanese, territorio facente parte della Repubblica Sociale Italiana.
Nell'ambito di questa missione, il mattino del 20 ottobre 1944, dall'aeroporto di Castelluccio dei Sauri, vicino a Foggia, decollarono i 36 bombardieri "B-24" del 451º Bomb Group, al comando del colonnello James B. Knapp (1915-1999), con il compito di distruggere gli stabilimenti della Breda di Sesto San Giovanni.
Fu una giornata particolarmente dura per la cittadinanza milanese, dato che erano contemporaneamente decollati anche i 38 "B-24" del 461º Bomb Group, verso gli stabilimenti Isotta Fraschini, e i 29 "B-24" del "484º", diretti sugli stabilimenti Alfa Romeo.
Mentre le missioni del "461º" e del "484º" ebbero pieno riscontro, centrando gli obiettivi assegnati e causando un limitato numero di vittime tra la popolazione civile, l'azione del "451º" fu caratterizzata da una serie di incidenti ed errori, risolvendosi in un fallimento dal punto di vista militare.

## Strage

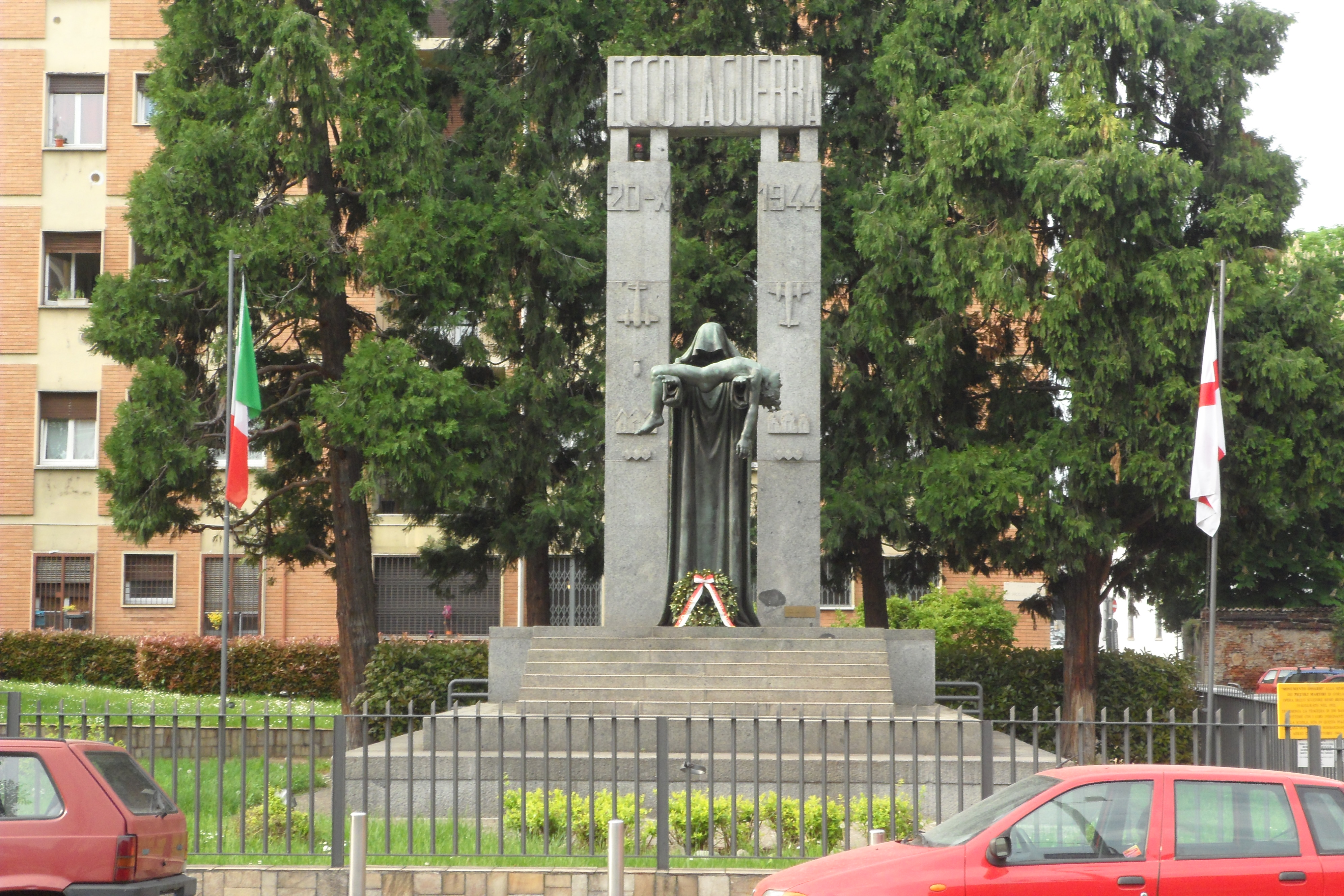
Il monumento eretto a ricordo

Alle ore 7:58 i bombardieri del 451º Bomb Group decollarono dalla pista dell'aeroporto di Castelluccio dei Sauri, nei pressi di Foggia. Il piano d'attacco prevedeva di raggiungere, con un largo aggiramento, il punto di riferimento iniziale, posto a circa 4 km a ovest dal bersaglio, per effettuare una virata a sinistra di 22° e trovarsi sopra gli stabilimenti della Breda. Per non essere facile bersaglio per la contraerea, l'attacco fu ripartito in due successive ondate.
L'azione della prima ondata non ebbe successo, a causa di un cortocircuito al comando di lancio del "B-24" capo formazione, che attivò improvvisamente e prematuramente la procedura di lancio, subito imitata dai rimanenti piloti della formazione seguente. Le bombe, fortunatamente, finirono in aperta campagna senza provocare vittime.
La seconda ondata, probabilmente per l'errata trascrizione o interpretazione delle coordinate in codice, una volta raggiunto il punto iniziale sopra Milano, virò per 22° a destra invece che a sinistra. Quando l'errore fu rilevato, era ormai troppo tardi per cambiare direzione e fu impossibile effettuare un secondo volo di allineamento. Il carico di bombe, ormai tutte innescate, impediva, per ragioni di sicurezza, l'atterraggio del bombardiere carico alla base; Knapp, invece di liberarsi del carico sganciando le 342 bombe da 500 libbre durante il viaggio di ritorno sulla campagna cremonese o nel Mar Adriatico, decise di disfarsene immediatamente, facendole cadere sul centro abitato sottostante.
Alle ore 11:29 gli abitati di Gorla e Precotto furono investiti da quasi 80 tonnellate di esplosivo.
La maggior parte delle bombe raggiunse il quartiere milanese di Gorla. I danni furono ingenti e numerose le vittime, quantunque buona parte della popolazione avesse raggiunto i rifugi antiaerei, avvertita dal primo allarme delle ore 11:14 e dal successivo delle 11:24. Uno degli ordigni, fatalmente, centrò il vano scale della scuola elementare "Francesco Crispi", proprio mentre bambini e personale scolastico stavano scendendo per raggiungere il rifugio sotterraneo dell'edificio; morirono 184 bambini, 14 insegnanti, la direttrice della scuola, 4 bidelli e un'assistente sanitaria.
Nella città di Milano, in quel 20 ottobre, vi furono 614 vittime estratte dalle macerie, oltre ad alcune centinaia di feriti.

## Memoria

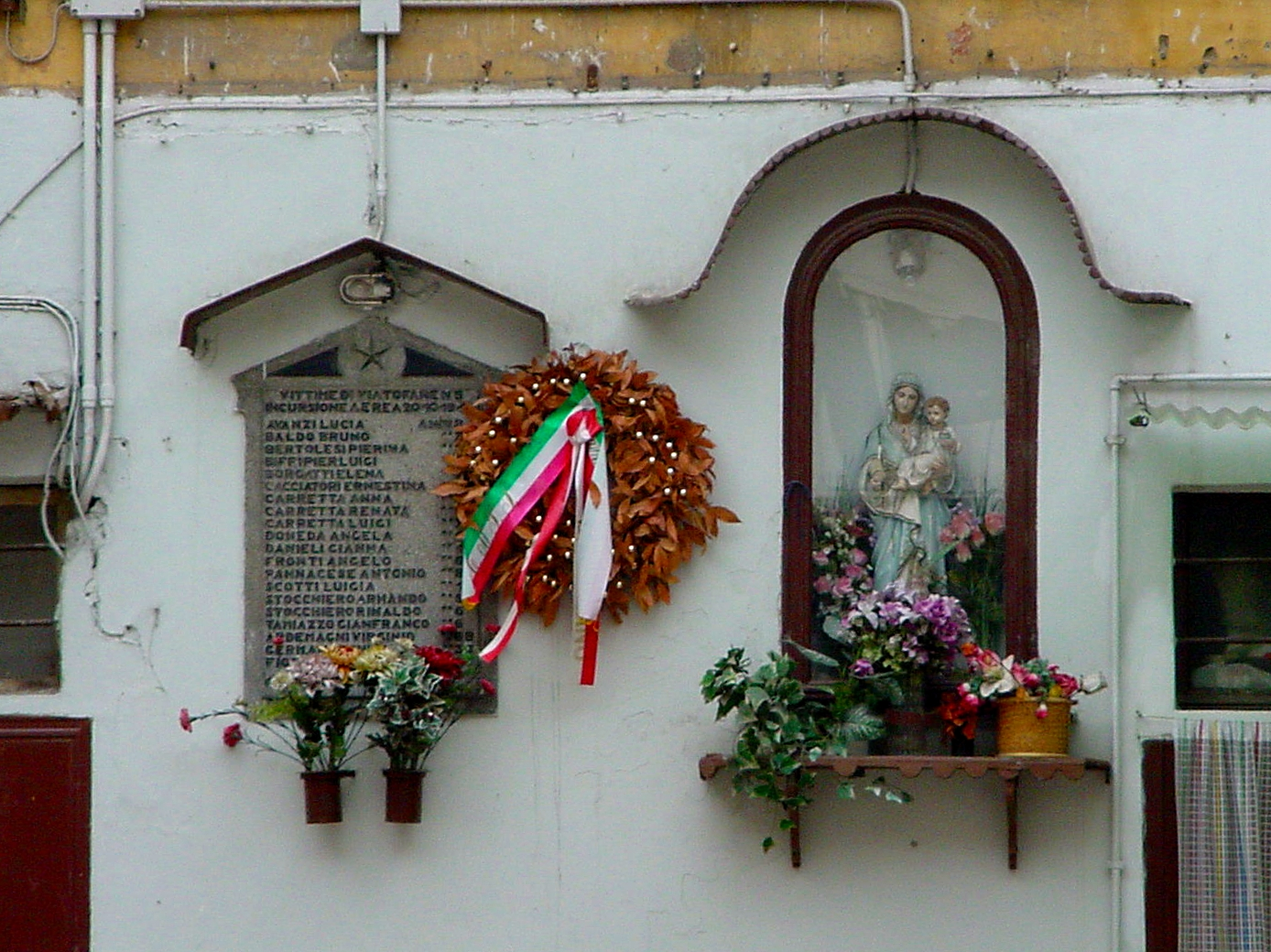
Lapide in un vecchio cortile di Gorla, posta a ricordo di alcuni abitanti della casa morti nel bombardamento su Gorla

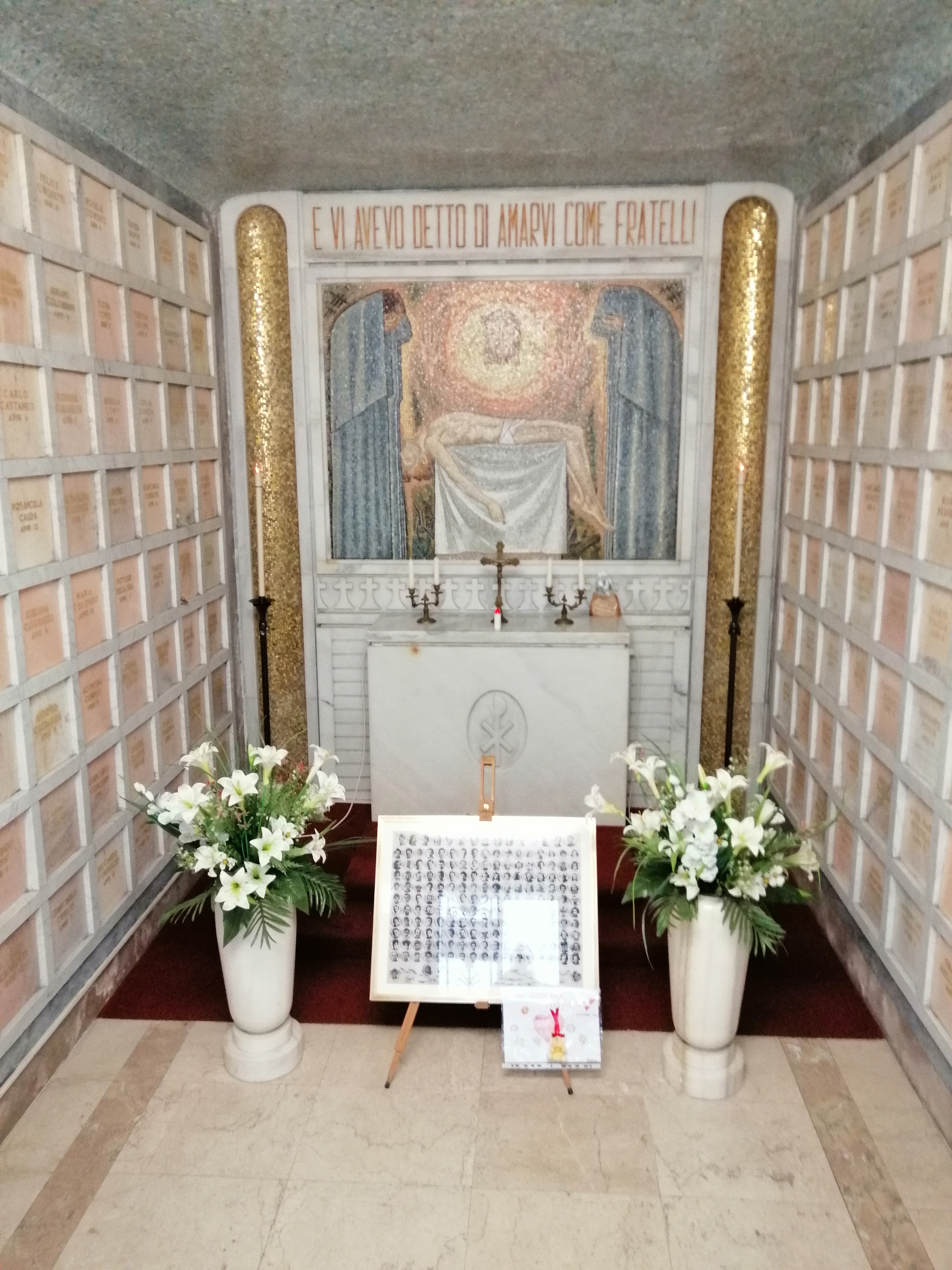
L'ossario, posto sotto il monumento, con i resti delle vittime

Il terreno dove sorgeva la scuola fu inizialmente predisposto dal Comune di Milano per essere venduto a chi vi avrebbe costruito un cinema; per le accalorate pressioni di un comitato di genitori però, il sindaco Antonio Greppi decise di non venderlo lasciandolo a disposizione del suddetto comitato.
Gli abitanti di Gorla con sacrifici, privazioni e lavori extra, e con l'aiuto delle Acciaierie Falck, che regalarono del ferro da vendere per ricavare soldi, e della Rinascente, la quale fornì del marmo di Candoglia avanzato dalla sua ricostruzione (era andata distrutta da un bombardamento l'anno prima), riuscirono a far innalzare il monumento intitolato ai "Piccoli Martiri di Gorla", realizzato dallo scultore Remo Brioschi e inaugurato nel 1952.
La piazza dove aveva sede la scuola, Piazza Redipuglia, già centro del vecchio comune indipendente di Gorla, mutò nome nell'attuale Piazza dei Piccoli Martiri.
Nella cripta del monumento, nella seconda metà degli anni cinquanta, soprattutto dal cimitero di Greco, dove la stragrande maggioranza dei bambini era stata sepolta, furono trasferite, a gruppi, le ossa esumate delle piccole vittime, insieme a quelle dei loro insegnanti. Il monumento divenne un ossario.
Il piccolo corridoio centrale della cripta è dominato dall'iscrizione: "E VI AVEVO DETTO DI AMARVI COME FRATELLI".
La nuova scuola elementare riedificata a Gorla, nella non lontana via Andrea Cesalpino, fu dedicata ai "Martiri di Gorla". A un'altra scuola elementare riedificata a Gorla, nel non lontano parco di Villa Finzi, fu dato il nome della scuola distrutta, "Francesco Crispi". Oggigiorno entrambe le scuole fanno parte dell'Istituto Comprensivo Statale Paolo e Larissa Pini.
Nell'albo n.8 della serie a fumetti Caravan, intitolato Il gioco della guerra ed edito nel gennaio 2010 da Sergio Bonelli Editore, lo sceneggiatore di fumetti Michele Medda ha proposto una ricostruzione della vicenda.
La collezione di risorse didattiche Perché ci bombardano (Università di Lincoln - Lapsus) pubblicata nel 2020 contiene una sezione dedicata alla strage e alla sua memoralizzazione.
Nel 2019, a una settimana dalla commemorazione dei 75 anni della strage, la console americana a Milano, Elizabeth Lee Martinez, inviò una lettera al sindaco di Milano Giuseppe Sala con le condoglianze alle famiglie delle vittime della strage di Gorla.
Il 14 ottobre 2024 il Presidente della Repubblica Italiana, Sergio Mattarella, si recò sul luogo della strage per una commemorazione. Fu la prima volta per un Presidente della Repubblica.
Il cantautore Enrico Ruggeri ha dedicato al tragico evento il brano "La bambina di Gorla", contenuto nell'album "La Caverna di Platone" (2025).